# Cocio

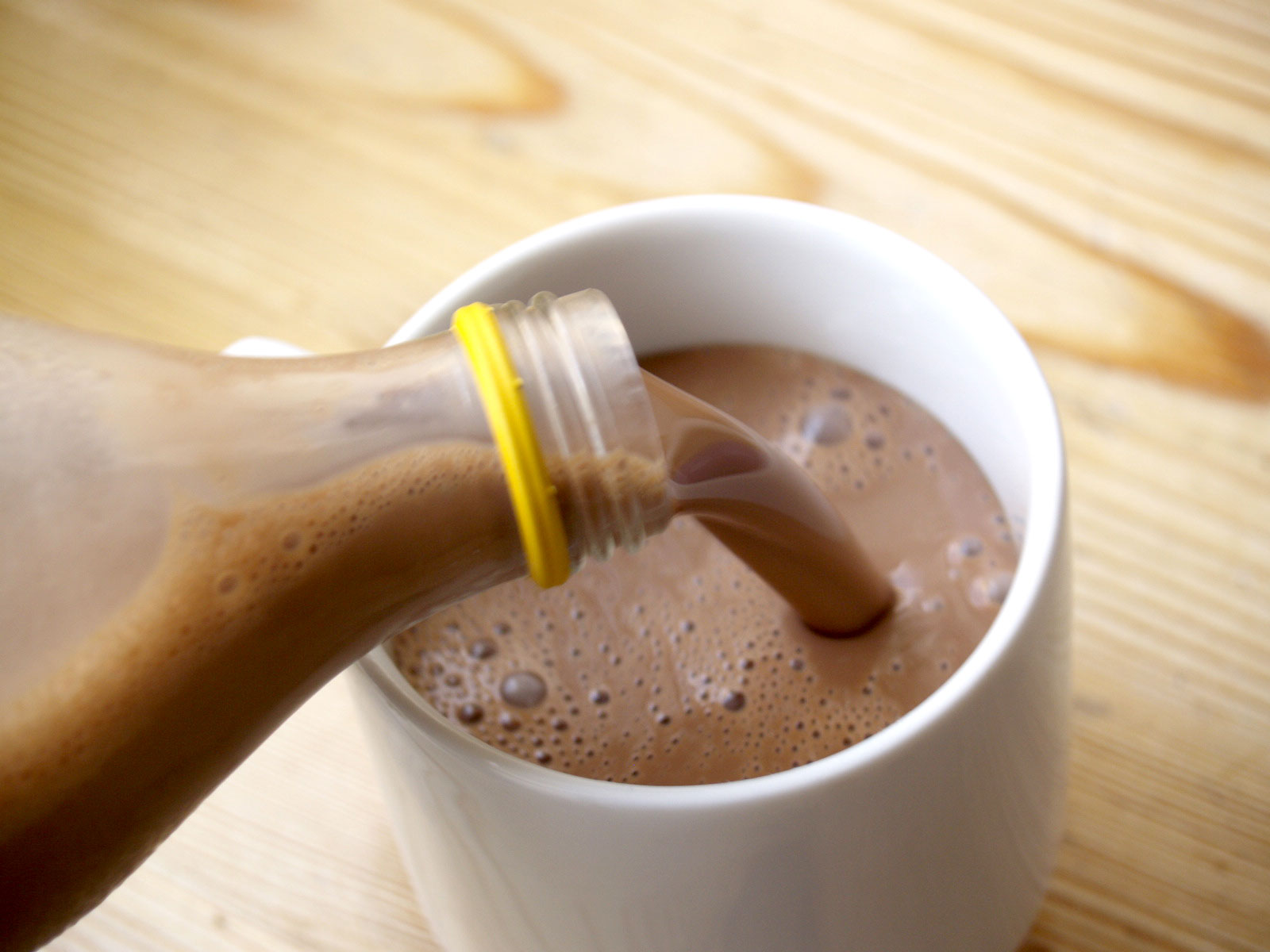
Cocio.

Cocio — марка готового шоколадного напитка, состоящего из молока, сахара и какао. Продаётся в Скандинавии, США, Германии, Великобритании, Швейцарии, Нидерландах, Испании и в Польше. Фабрика, на которой производится напиток, была основана в 1951 году. Производится в Эсбьерге в Дании.